# Volžskij
Volžskij (rusky Волжский) je město na levém břehu řeky Achtuba v ruské Volgogradské oblasti, asi 20 kilometrů severovýchodně od centra Volgogradu. Patří mezi důležitá průmyslová centra dolního Povolží, ve městě žije okolo 300 tisíc obyvatel.

## Dějiny
Ve 14. století bylo na tomto území několik osad Zlaté hordy. První ruští osadníci se na levém břehu Volhy začali usazovat v 15. století. Byli to většinou uprchlíci, takzvaní bezrodnye (rusky безродные, bez rodiny, bez přátel) a založili stejnojmennou vesnici. Ta se později rozrostla a říkalo se jí také Horní Achtuba. Po roce 1917 zde žilo asi 20 tisíc lidí. V průběhu bitvy u Stalingradu bylo město prakticky celé zničeno. Po 2. světové válce bylo v souvislosti s výstavbou přehrady a volžské hydroelektrárny rozhodnuto o postavení nového města. 9. ledna 1951 se začaly budovat základy prvního cihlového obytného domu. Na stavbě pracovali němečtí zajatci, město bylo stavěno v moderním stylu, obytné domy s chráněnými dvory proti horkým letním větrům vanoucím ze stepí. V roce 1952 bylo nové město pojmenované na Volžskij a koncem roku mělo už 10 000 obyvatel. V roce 1954 bylo oficiálně povýšeno vládním výnosem na město.